# Terrence Boyd
Pour les articles homonymes, voir Boyd.
Terrence Anthony Boyd, né le 16 février 1991 à Brême en Allemagne, est un joueur international américain de soccer évoluant au 1. FC Kaiserslautern.

## Enfance
Terrence Boyd est le fils d'un militaire américain et de son épouse allemande. La famille retourna aux États-Unis, dans le Queens à New York, peu après la naissance de Terrence. Mais les parents de Terrence Boyd divorcent et sa mère retourne en Allemagne avec Terrence. Son père sombre alors dans l'anonymat alors que sa mère se remarie. Boyd donne beaucoup crédit à son beau-père, dans la construction de son succès en soccer, dit-il dans une interview en 2012 « Je ne pense pas que je serais devenu professionnel sans lui parce que je suis un gars paresseux... Il était vraiment sévère, mais il m'a aidé à rester en dehors des problèmes [...]. Je suis un homme qui essaye de devenir meilleur chaque jour, et sur ce point, je tiens de mon beau-père. ».

## Carrière

### Premières années (2009-2012)
Boyd grandit en jouant aux différentes équipes junior du Hertha BSC Berlin. Il débute chez l'équipe des moins de 23 ans en 2010. Après avoir commencé la saison sur le banc de touche, il réussit finalement à trouver une place dans le onze titulaire et termine la saison avec treize buts. Après l'expiration de son contrat avec le Hertha, il signe au Borussia Dortmund dans la Bundesliga et débute avec la réserve Borussia Dortmund II. Le 22 octobre 2011, Boyd reçoit sa première convocation dans l'équipe première pour le match contre le FC Cologne. Malgré le fait qu'il se soit échauffé pour rentrer en cours de match, finalement, il reste sur le banc durant la victoire de son équipe 5-0.

### Débuts professionnels au Rapid Vienne (2012-2014)
Le 11 juin 2012, Boyd signe un contrat de trois ans avec le club autrichien du Rapid Vienne. Durant la pré-saison, le 17 juillet 2012, Boyd réalise une bicyclette durant la défaite de son club contre l'AS Roma 2-1. Quatre jours plus tard, le 21 juillet, il fait ses débuts en professionnel, marque deux buts et délivre une passe décisive contre le Wacker Innsbruck, Boyd est alors naturellement nommé homme du match. Tout au long de sa première saison avec le Rapid Vienne, Terrence impressionne les supporters et devient deuxième meilleur buteur de l'équipe avec treize réalisations. En partie grâce à lui, le club termine à la troisième place et se qualifie pour le 3e tour préliminaire de la Ligue Europa. 
Après une nouvelle saison faste avec quinze buts inscrits en championnat, Terrence Boyd finit meilleur buteur du club et troisième meilleur buteur du championnat derrière Jonathan Soriano et Alan de Carvalho, tous deux joueurs du Red Bull Salzbourg. Le Rapid Vienne finit vice-champion du championnat. En Ligue Europa, Boyd marque le but égalisateur lors de la rencontre aller du 3e tour préliminaire. Au retour, le Rapid se qualifie pour les barrages et bat 4-0 son adversaire sans que Boyd n'aille marquer. Lors de la phase de groupes, le Rapid est éliminé, troisième de son groupe mais Boyd marque quatre fois (2 fois contre Genk, 1 fois contre Thoune et 1 fois contre le Dynamo Kiev). À l'issue des deux saisons passées au Rapid Vienne, Boyd quitte le club avec un bilan de 80 rencontres, inscrivant 37 buts pour le Rapid Vienne.

### RB Leipzig (2014-2017)
Le 30 juin 2014, le Rapid Vienne annonce que son attaquant américain part au club allemand RB Leipzig, à la suite de sa promotion en 2e division allemande. Le RB Leipzig annonce également l'arrivée de l'international américain qui portera le numéro 18 et qui signe un contrat de trois ans. Il marque son premier but sous les couleurs du club allemand lors d'un match amical contre le Sonnenhof Großaspach, le 12 juillet 2014. Lors du match amical contre le Champion de France en titre, le Paris Saint-Germain, Boyd signe le premier but allemand de la partie pour égaliser à 1-1. Ses coéquipiers prendront petit à petit l'ascendant et le RB Leipzig l'emportera 4 à 2.
Alors que son équipe obtient la promotion en Bundesliga à l'issue de la saison 2015-2016, Boyd ne rentre pas dans les plans de son entraîneur et évolue la première partie de la saison 2016-2017 avec l'équipe réserve avant de rejoindre, le 24 janvier 2017 le SV Darmstadt 98, alors dernier de Bundesliga.

## Carrière internationale
Né d'un militaire américain et d'une femme allemande, Terrence Boyd détient les deux nationalités. Sa voie vers la sélection américaine fut décidée par un de ses coéquipiers au Hertha BSC Berlin, l'international des moins de 20 ans, Bryan Arguez, qui déclara à son entraineur, Thomas Rongen, qu'il y avait plusieurs joueurs américains jouant à Hertha que Rongen se devait de sélectionner. Rongen ne tarda donc pas à inviter Boyd au camp d'entraînement de l'équipe des États-Unis des moins de 20 ans, mais Boyd n'avait pas encore de passeport américain. Il doit alors mener des recherches de solutions pour pallier l'absence de son père biologique, mais finalement, il réussit à obtenir ce précieux passeport, nécessaire pour jouer dans les sélections américaines.
Avec son passeport en main, Boyd fait ses débuts au niveau international pour la sélection nationale des moins de 20 ans. Terrence est convoqué chez les moins de 23 ans en novembre 2011. Le natif de Brême revient chez les moins de 23 ans en décembre 2011, en Floride. Il fut initialement sélectionné pour un match de qualifications contre le Mexique, pour les Jeux olympiques, mais Boyd décida plutôt de faire ses débuts dans l'équipe première des États-Unis, en entrant à la deuxième période.
Boyd rejoint la sélection olympique pour les Jeux olympiques d'été de 2012. Il marque deux buts dans le match décisif des Yanks, mais l'équipe du Salvador revient au score et élimine le Team US, dès les phases de groupes.
Le 20 mai, il est convoqué pour une série de cinq matchs amicaux dans l'équipe A en vue des éliminatoires de la Coupe du monde 2014. Il joue deux de ces cinq matchs et devient titulaire pour la première fois le 26 mai, lors du match contre l'Écosse, gagné 5-1 par le Team US. Le 8 juin 2012, il forge sa nationalité sportive américaine, en jouant les éliminatoires de la Coupe du monde 2014 contre l'équipe d'Antigua-et-Barbuda.
Plus tard dans l'année, Boyd joue un rôle majeur dans la victoire du Team US dans un match amical contre l'équipe du Mexique au stade Azteca. Sa passe décisive permet à Michael Orozco de marquer le seul but du match.
Boyd a été convoqué par Jürgen Klinsmann, dans sa pré-liste des 30 joueurs pour la Coupe du monde 2014. Malheureusement, Boyd ne fait partie de la liste finale des vingt-trois joueurs partant pour le Brésil, et reste comme les autres réservistes, chez lui.

## Statistiques
| Saison                | Club                  | Championnat           | Championnat | Championnat | Coupe(s) nationale(s) | Coupe(s) nationale(s) | Compétition(s) continentale(s) | Compétition(s) continentale(s) | Compétition(s) continentale(s) | Barrages | Barrages | États-Unis | États-Unis | Total | Total |
| Saison                | Club                  | Division              | M.          | B.          | M.                    | B.                    | Comp.                          | M.                             | B.                             | M.       | B.       | M.         | B.         | M.    | B.    |
| 2012-2013             | Rapid Vienne          | Bundesliga            | 30          | 13          | 3                     | 1                     | C3                             | 9                              | 3                              | -        | -        | 5          | 0          | 47    | 17    |
| 2013-2014             | Rapid Vienne          | Bundesliga            | 29          | 15          | 1                     | 0                     | C3                             | 8                              | 5                              | -        | -        | 4          | 0          | 42    | 20    |
| Sous-total            | Sous-total            | Sous-total            | 59          | 28          | 4                     | 1                     | -                              | 17                             | 8                              | 0        | 0        | 9          | 0          | 89    | 37    |
| 2014-2015             | RB Leipzig            | 2. Bundesliga         | 7           | 2           | 1                     | 1                     | -                              | -                              | -                              | -        | -        | -          | -          | 8     | 3     |
| 2015-2016             | RB Leipzig            | 2. Bundesliga         | 0           | 0           | 0                     | 0                     | -                              | -                              | -                              | -        | -        | -          | -          | 0     | 0     |
| 2016-2017             | RB Leipzig            | Bundesliga            | 0           | 0           | 0                     | 0                     | -                              | -                              | -                              | -        | -        | 1          | 0          | 1     | 0     |
| Sous-total            | Sous-total            | Sous-total            | 7           | 2           | 1                     | 1                     | -                              | 0                              | 0                              | 0        | 0        | 1          | 0          | 9     | 3     |
| 2016-2017             | SV Darmstadt 98       | Bundesliga            | 7           | 1           | -                     | -                     | -                              | -                              | -                              | -        | -        | -          | -          | 7     | 1     |
| 2017-2018             | SV Darmstadt 98       | 2. Bundesliga         | 24          | 4           | 0                     | 0                     | -                              | -                              | -                              | -        | -        | -          | -          | 24    | 4     |
| 2018-2019             | SV Darmstadt 98       | 2. Bundesliga         | 11          | 0           | 2                     | 0                     | -                              | -                              | -                              | -        | -        | -          | -          | 13    | 0     |
| Sous-total            | Sous-total            | Sous-total            | 42          | 5           | 2                     | 0                     | -                              | 0                              | 0                              | 0        | 0        | 0          | 0          | 44    | 5     |
| 2019                  | Toronto FC            | MLS                   | 11          | 0           | 0                     | 0                     | LCC                            | 2                              | 0                              | -        | -        | -          | -          | 13    | 0     |
| 2019-2020             | Hallescher FC         | 3. Liga               | 33          | 14          | 1                     | 0                     | -                              | -                              | -                              | -        | -        | -          | -          | 34    | 14    |
| 2020-2021             | Hallescher FC         | 3. Liga               | 35          | 18          | 0                     | 0                     | -                              | -                              | -                              | -        | -        | -          | -          | 35    | 18    |
| 2021-2022             | Hallescher FC         | 3. Liga               | 17          | 7           | 0                     | 0                     | -                              | -                              | -                              | -        | -        | -          | -          | 17    | 7     |
| Sous-total            | Sous-total            | Sous-total            | 85          | 39          | 1                     | 0                     | -                              | 0                              | 0                              | 0        | 0        | 0          | 0          | 86    | 39    |
| 2021-2022             | FC Kaiserslautern     | 3. Liga               | 13          | 8           | -                     | -                     | -                              | -                              | -                              | 2        | 0        | -          | -          | 15    | 8     |
| 2022-2023             | FC Kaiserslautern     | 2. Bundesliga         | 33          | 13          | 1                     | 0                     | -                              | -                              | -                              | -        | -        | -          | -          | 34    | 13    |
| 2023-2024             | FC Kaiserslautern     | 2. Bundesliga         | 15          | 2           | 2                     | 1                     | -                              | -                              | -                              | -        | -        | -          | -          | 17    | 3     |
| Sous-total            | Sous-total            | Sous-total            | 61          | 23          | 3                     | 1                     | -                              | 0                              | 0                              | 2        | 0        | 0          | 0          | 66    | 24    |
| Total sur la carrière | Total sur la carrière | Total sur la carrière | 265         | 97          | 11                    | 3                     | -                              | 19                             | 8                              | 2        | 0        | 10         | 0          | 307   | 108   |